# Zodiakalna svetloba
Zodiakalna svetloba je šibka bela svetloba, ki jo lahko opazimo na nebu takoj po Sončnem zahodu ali pred njim. Svetloba se pojavlja v obliki trikotnika, ki sega od bližine Sonca navzgor ob ekliptiki (ali zodiaku). Zaradi tega se tudi imenuje zodiakalna svetloba.
Jakost svetlobe pada s kotno oddaljenostjo (elongacija) od Sonca. Pri kotni oddaljenosti 90 do 100 ° je svetloba za prosto oko nezaznavna, pri zelo velikih kotnih oddaljenostih pa se v izjemno dobrih pogojih za opazovanje zopet pojavi. Najizrazitejša je pri kotni oddaljenosti okoli 180 ° (kar je v nasprotni smeri od Sonca). To svetlobo imenujemo protisij, ki lahko doseže širino tudi do 10 °. To svetlobo imenujejo tudi Gegenschein po nemški besedi za protisij.

## Opazovanje zodiakalne svetlobe
Za opazovanje zodiakalne svetlobe je potrebno zelo temno nebo brez svetlobnega onesnaženja.
V srednjih zemljepisnih širinah jo najlažje opazujemo spomladi (marec in april) na zahodnem nebu takoj po Sončevem zahodu (mrak) ali pa v jeseni (oktober in November)na vzhodnem delu neba pred Sončevim vzhodom (svit).
Najboljše pa je opazovanje zodiakalne svetlobe ob ekvatorju v odbobju okoli enakonočja. Takrat ekliptika seka horizont pod največjim kotom (spomladi zvečer oziroma v jeseni zjutraj).
Običajno lahko zodiakalno svetlobo opazujemo okoli dve uri.
Protisij moramo opazovati na popolnoma temnem nebu. Paziti pa moramo, da se protisij ne pojavi v področjih z Rimsko cesto, ker je tako slaboten, da ga ne moremo videti. 

## Nastanek zodiakalne svetlobe
Zodiakalna svetloba in protisij nastaneta zaradi sipanja Sončeve svetlobe na oblaku medzvezdnega oziroma medplanetarnega prahu, ki se nahaja v ravnini ekliptike. Večina oblaka prahu se nahaja v ravnini ekliptike, kjer se zodiakalna svetloba tudi pojavlja. Spekter teh dveh vrst svetlobe je popoplnoma enak spektru Sončeve svetlobe. Za nastanek te svetlobe je potrebna izradno majhna količina delcev prahu. Če so delci prahu veliki 1 mm in imajo odbojnost podobno kot Luna, potem so lahko med seboj oddaljeni 8 km. Modeli kažejo na to, da bi lahko bila gostota snovi na razdalji 1 a. e. od Sonca okoli 14×10−24 g/cm³, če je gostota stalna oziroma 14×10−25 g/cm³, če bi gostota snovi z oddaljenostjo naraščala. K zodiakalni svetlobi največ prispevajo delci prahu veliki pod 100 mikronov. Prav tako ne moremo izključiti vpliva medzvezdnega prahu, ki bi kljub sevanju Sonca (sončev veter, pritisk sevanja Sonca,…) lahko prodrl v medplanetarni prostor. Zodiakalna svetloba je polarizirana.
Protisij nastane na delcih, ki so na nasprotni strani kot Sonce, in so zaradi tega za opazovalca na Zemlji polno obsijani s svetlobo Sonca (podobno kot polna luna).